# Guardia Real
La Guardia Real es un cuerpo militar, perteneciente a las Fuerzas Armadas españolas, dedicado a la protección del rey de España y los miembros de la familia real. Con una larga historia que data desde la Edad Media, la Guardia Real ha sufrido las vicisitudes de la monarquía en España, variando en gran medida en su composición, número de efectivos y funciones.
Actualmente está formada por alrededor de unos 1600 efectivos del Ejército de Tierra, la Armada, el Ejército del Aire y los Cuerpos Comunes, formando una unidad conjunta que combina la tradición y la modernidad. Orgánicamente depende del jefe del Cuarto Militar, por delegación del jefe de la Casa de Su Majestad el Rey.
Es, junto a la Guardia Suiza Pontificia y los Yeomen of the Guard británicos, una de las unidades militares más especializadas en escolta solemne y protección del mundo. Para el ingreso en dicho cuerpo se exigen unas cualidades físicas y una cualificación profesional extraordinarias.

## Misión
Para contribuir a la misión general de la Casa, la Guardia Real es la unidad militar interejércitos al servicio del rey, que tiene encomendada la ejecución de las siguientes misiones reflejadas en el artículo 6.º del Real Decreto 434/1988 (Presidencia), de 6 de mayo (BOE núm. 112) de reestructuración de la Casa de S. M. el Rey.
"Proporcionar el servicio de guardia militar, rendir honores y dar escoltas solemnes a S. M. el Rey y a los miembros de su real familia que se determinen, prestando análogos servicios a los jefes de Estado extranjeros cuando se ordene".
Cometidos específicos que se derivan del Real Decreto:
Proporcionar el servicio de guardia militar:
- Proporcionar guardia de seguridad en el Palacio de la Zarzuela.
- Proporcionar guardia de seguridad en el Palacio de Marivent cuando se determine.
- Proporcionar guardias de seguridad y honor en el Palacio Real de Madrid, Palacio Real de El Pardo y en otros palacios y reales sitios cuando se determine.

Rendir honores y dar escoltas solemnes:
- Rendir honores y participar en paradas militares solemnes con entidad piquete, sección, compañía/escuadrilla, grupo o agrupación.
- Efectuar el saludo al cañón con salvas de ordenanza.
- Participar en las honras fúnebres de miembros de la familia real, tal y como determina el Real Decreto 684/2010 sobre Honores Militares.[4]
- Dar escoltas solemnes motorizadas o a caballo.

Prestar servicios a jefes de Estado extranjeros:
- Proporcionar la guardia de honor en el Palacio Real de El Pardo.
- Rendir honores.
- Dar escoltas solemnes motorizadas o a caballo.
- Designar el séquito técnico y proporcionar caravanas.
- Proporcionar apoyo en asistencia sanitaria.

Apoyar a la Casa de S. M. el Rey: 
- Proporcionar asistencia sanitaria permanente a la familia real.
- Cubrir los destinos que se determinen por la Secretaría General.
- Proporcionar servicios diversos con carácter permanente y otros para actos puntuales.
- Proporcionar servicios o apoyos puntuales.
- Cubrir las necesidades del Cuarto Militar.

| |
| La Guardia Real durante la ceremonia de recepción del presidente de Israel Reuven Rivlin al Palacio Real en 2017. |

| |
| La Guardia Real en un acto conmemorativo en Toledo, recordando a los que lucharon en la guerra de la Independencia. |

| |
| Desfile de la Guardia Real durante la ceremonia oficial de bienvenida para el presidente de Rusia Vladímir Putin y su esposa en 2006. |

## Historia

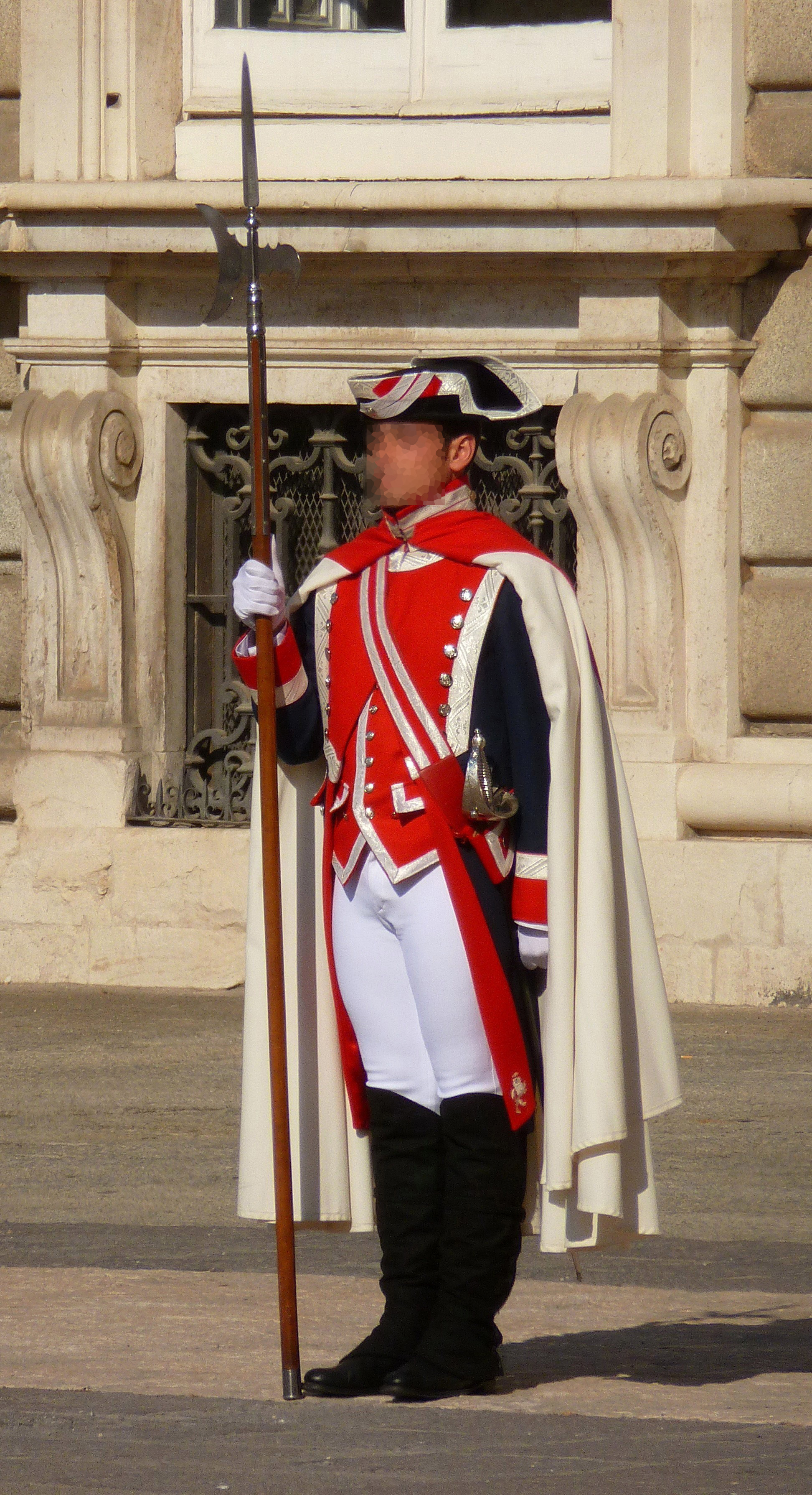
Miembro del Cuerpo de Alabarderos

### Introducción
De la necesidad de protección de los soberanos nacen, según las épocas, distintas unidades armadas, caracterizadas por su fidelidad y entrega a la defensa de las reales personas.

### El sentido de las Guardias reales: los “Monteros de Espinosa”
Desde la antigüedad, siempre ha sido necesario proteger a los monarcas de todas las naciones de los atentados, ataques y diversos tipos de violencia a los que, inevitablemente, se han visto expuestos por parte, bien de rivales, bien de detractores de la Monarquía, o incluso de familiares celosos de su poder, de ahí que, desde tiempos remotos, se conozca la existencia de cuerpos especialmente dedicados a prestar ese servicio de protección.
Como ejemplo de lo dicho se puede citar la eficaz “Guardia Pretoriana” de tiempos de los emperadores romanos ‒fundada por Escipión el Africano‒ y eliminada por Constantino, así como los temibles “Jenízaros” de los sultanes de la Sublime Puerta, que tuvieron su origen en el siglo XIV y continuaron su existencia hasta la caída del Imperio otomano, y a los que ni el mismo sultán se atrevía a contradecir. En la tradición ibérica se conoce, ya en tiempos de los reyes godos, de la existencia de conjuntos de individuos dedicados a la custodia del rey, cual fueron los “Espatarios”. En el año 1493, los Reyes Católicos crearon un cuerpo de soldados a caballo expertos en las artes de la guerra: “... Hombres veteranos soldados... Gentes de arneses blancos y caballos encubertados”, que llegaron a ser 2500 individuos y atendían al nombre de “Guardias Viejas de Castilla”. El rey Carlos I, por su parte, mandó que una compañía de esta caballería residiese siempre en palacio para la guardia del rey. A estos se les denominó los “Cien Continuos”. El 13 de junio de 1551, en la ciudad de Augusta, el monarca les otorgó sus ordenanzas.
Fue, sin embargo, el “muy noble Cuerpo de los Monteros de Espinosa” la primera unidad que merece el nombre de Guardia Real, puesto que se creó en el siglo XI con el fin de custodiar la persona del tercer conde de Castilla, don Sancho García. Con todo, los “Monteros de Espinosa” no constituyeron, en realidad, un cuerpo de carácter militar, ya que su misión, definida más claramente en las Partidas de Alfonso X el Sabio, era, concretamente, la de custodiar al rey mientras dormía. Más tarde se denominaron “Monteros de Cámara y Guarda de Su Majestad” y nunca dispusieron de armas, si se exceptúa el machete que colgaba de su cintura, ni de estandarte. Empezaron siendo cinco, que Alfonso VIII aumentó hasta 35; el rey Fernando III incluyó tres más y Fernando el Católico otros 14, lo que hacía un total de 52. Finalmente se redujeron a 48 por orden de Carlos I en 1552, en cuyo número continuó el Cuerpo hasta el siglo XVIII.
Fernando VII ‒tras la Guerra de la Independencia‒ fijó en 12 el número de Monteros, 10 con residencia en la Corte y dos en la villa de Espinosa para su descanso, que se turnaban en el servicio al rey con los que permanecían en la Corte. Con Alfonso XIII regían para los Monteros las Ordenanzas de 1854. Su número, en esa época, era de 24, de los cuales cuatro debían estar permanentemente en Madrid, mientras el resto alternaba estancia en Corte y en Espinosa. Se mantuvieron así hasta la proclamación de la Segunda República en 1931, año en la que se produjo la disolución del Cuerpo. De manera tradicional, los Monteros de Espinosa tenían por misión velar el sueño de los monarcas, empresa que acometían en tres rotaciones: la prima, la modorra y el alba.

### El germen de la Guardia Real en tiempos del rey católico: los “alabarderos”
De tiempos de Fernando el Católico, 1504, es la creación de la Guardia de Alabarderos, reclutados especialmente para la protección de su persona y de cuyos componentes nombró por capitán a Gonzalo de Ayora, experto militar que había servido en Italia a las órdenes de Ludovico Galeazo Sforza, duque de Milán. Constituyó esta una meditada decisión del monarca a raíz de las heridas de arma blanca recibidas en Barcelona de mano “del traidor Juan de Cañamares” en el mes de diciembre de 1492, a partir de cuyo hecho se mandó que los mozos de espuela llevasen espada, extremo que, dada la paz que reinaba en Castilla por aquellos tiempos, no se había considerado hasta entonces.
Con estas precauciones se continuó hasta el fallecimiento de la reina Isabel, año en el que, como decimos, emergen los alabarderos, guardia que, en principio, estuvo compuesta por los 50 que Ayora reclutó entre los mozos de espuela de los caballeros cortesanos y a los que adiestró en el manejo de las picas, alabardas y puñales, sin ayuda de pífano ni tambor. Se les dio librea, es decir, se les vistió uniformemente, y a la vuelta del rey Fernando de Italia, en 1507, ya eran 150 los hombres armados con puñales, espadas y alabardas “en cuerpo con sayos medio colorados y medio blancos e cincuenta de a caballo”. Hacían, pues, el servicio a pie y a caballo cuando el rey salía de palacio, y se les conocerá también por el apelativo de “guardia española”, en contraposición con la “Tudesca” que trajo Carlos I o “Guardia amarilla”, por cuanto la alemana vestía de amarillo.

### LaCasa de Austriay sus incorporaciones: las Guardias de “ornato” y de “combate”
La llegada de Felipe el Hermoso, en 1502, a los reinos hispánicos aparejó la entrada en acción de la “Noble Guardia de Archeros de Borgoña” o “de la Cuchilla”, Guardia que, al más puro estilo borgoñón, permanecería prestando servicio próximo a los monarcas españoles hasta la renovación de las “Tropas de Casa Real”, acometida en tiempos de Felipe V y que, en no pocas ocasiones, asumió una función esencialmente protocolaria y de ornato al servicio de las principales ocasiones y festividades celebradas en los palacios. Con Fernando el católico habían llegado de Italia los “estradiotes”, en adelante “Guardia de la Lancilla”, de manera que al comienzo del reinado del emperador se repartían las misiones de custodia regia entre los “Monteros”, la “Guardia Española”, la “Guardia de la Lancilla” ‒como guardia interior‒ y los “Archeros de Borgoña”.
Tal y como hemos adelantado, Carlos I traería en 1519 una guardia de características similares a la española, la “Guardia Tudesca”, y con inválidos de ambas se crearía la “Guardia Vieja” o “Guardia Veterana” para la custodia de aquellos infantes que pusieran casa aparte. En época de los “Austrias menores”, el conde-duque de Olivares fundaría en 1634 y con el beneplácito de Felipe IV el Regimiento de “Guardias del rey Felipe IV”, de glorioso historial en Fuenterrabía y Cataluña, contra los franceses, y en Portugal con el duque de Braganza. Por su parte, la reina Mariana promovió en abril de 1669, durante la minoría de edad de Carlos II y por temor a las intrigas de Juan José de Austria, un nuevo regimiento de “Guardias de Infantería del rey Carlos II”, que se distinguiría también en las luchas del Rosellón de 1674.
Puede verse, por tanto, que ya esta época las “Tropas de Casa Real”, con sus diferentes denominaciones, formaban parte del núcleo de los ejércitos del rey, al que acompañaban en sus incursiones bélicas. Así pues, en 1697, el propio Carlos II configuraría un regimiento de “Caballería de la Guardia” que con la posterior reforma de Felipe V se transformaría en dos Cuerpos del Ejército regular con las denominaciones respectivas de “Reina” y “Real de Asturias” ‒a partir de febrero de 1718 “Príncipe”‒ que destacaron por su participación en la campaña de Portugal de 1704.

### La Casa de Borbón y sus grandes reformas
Acabamos de comprobar que ya desde la primera mitad del siglo XVII, las Guardias compartieron misiones de protección a los miembros de la Casa Real con otras muy importantes desde el punto de vista militar. Obligaciones que se extremaron con la llegada de la dinastía de los Borbones, momento en el que las Guardias Reales se convertirán en fuerza de choque y ‒como las tropas de élite que fueron‒ en ejemplo a seguir en el campo de batalla, donde con su actitud y buen comportamiento, debían contribuir a elevar la moral del ejército y animarlo al combate, siempre desde primera línea.
Tales fueron las misiones de los “Reales Guardias de Corps”, las “Reales Guardias de Infantería Españolas” y “Valonas” y los “Carabineros Reales”, desde el reinado de su creador, Felipe V, quien se vio obligado a formarlas adecuándolas a los nuevos tiempos y a las necesidades que le imponía la Guerra de Sucesión en la que se vio inmerso y en la que al recibir la ayuda del ejército de su abuelo, Luis XIV, tuvo que amoldar el suyo al mucho más moderno de los franceses. Reclutó, el rey “Animoso” los hombres de sus guardias entre los hijos de las más nobles familias de España, Flandes e Italia, hombres expertos en el manejo de las armas y caballos, a los que se les exigía nobleza y limpieza de sangre. En el marqués de Louville delegó el monarca la reestructuración de las guardias recibidas de la Casa de Austria. Se disolvieron entonces los antiguos “Cuerpos Reales” y se creó un “Cuerpo de Casa Real” de 6.000 hombres, con dos Regimientos de Infantería, uno valón y otro español, y uno de Caballería para servicio directo de la familia real. Se conservó la Guardia de “Alabarderos”, pero se suprimió la “Tudesca”, mientras que la influencia francesa trajo a los “Mosqueteros de la Guardia de la Persona”, que entraron en servicio en octubre de 1702.
Será en 1704 cuando, debido a la rivalidad entre estos mosqueteros flamencos y los componentes de la “Guardia de la Lancilla” ‒con los cuales se habían producido incidentes incluso en el interior de palacio‒ el rey decide unificar a toda la Guardia, formando un nuevo regimiento que los englobase a todos, con la denominación de “Reales Guardias de Corps”, constituido por cuatro compañías, a imitación de las de Francia: dos españolas, una flamenca y otra italiana. Cada compañía  contaba con más 200 hombres; las dos primeras (las españolas) habrían de estar compuestas por los jinetes del Regimiento “Real de España”; la tercera, por 100 mosqueteros flamencos ‒incrementados con otros 100 que debían llegar de los Países Bajos‒ y la cuarta por nobles Italianos. En 1706 se aumentó con otra compañía llamada “Americana” para los caballeros de aquellos dominios y con la misma fuerza que las otras. Al frente de cada una de las compañías un capitán, dos tenientes, otros nueve oficiales, ocho suboficiales y 194 soldados, a los que se dotaba de una plana mayor compuesta por un sargento mayor y cuatro auxiliares.

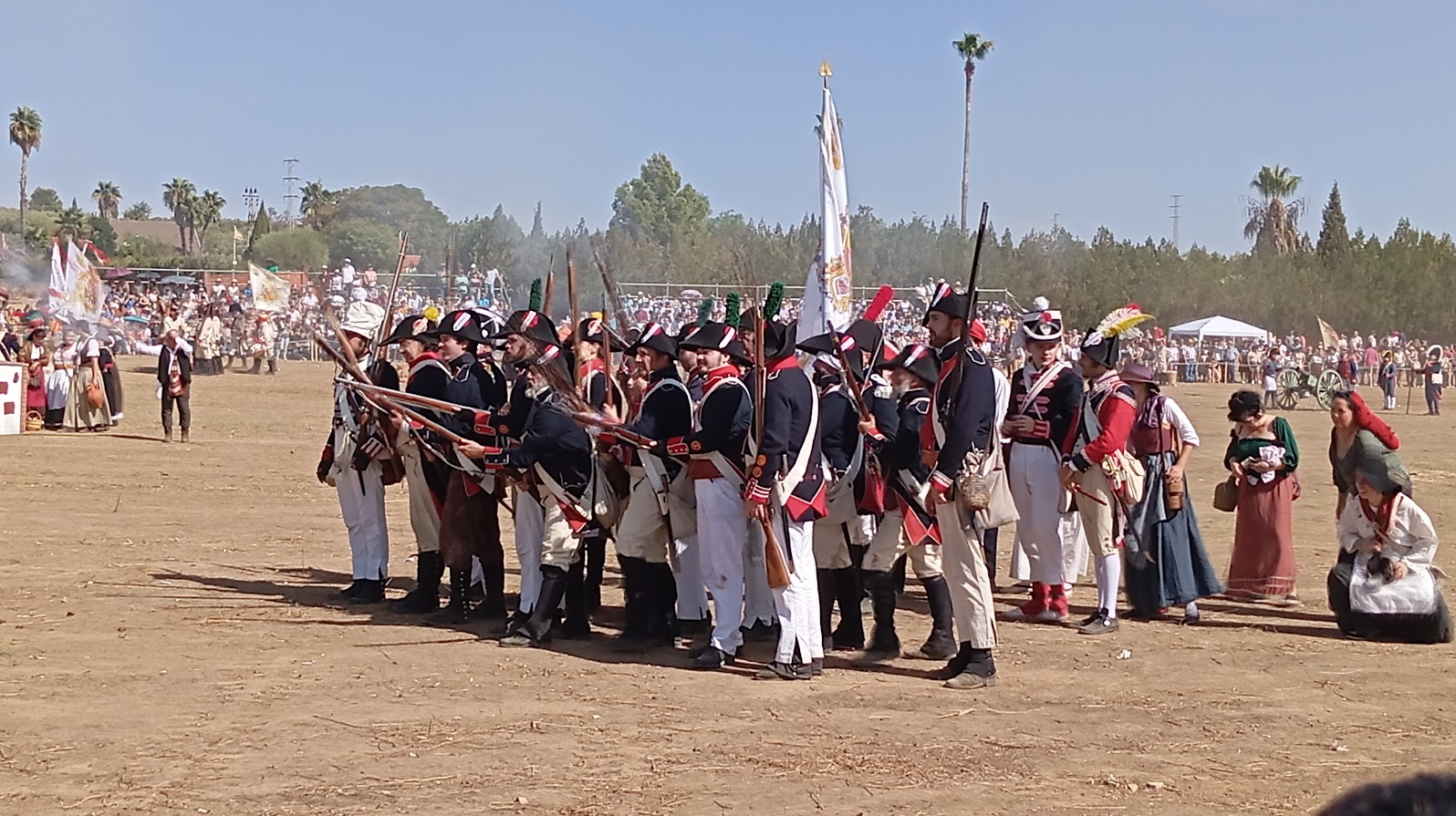
Guardia real española en la recreación de la batalla de Bailén (2024)

Grandes fueron las exigencias para estas tropas durante los reinados de Felipe V, Carlos III y Carlos IV, y hasta bien entrado el siglo XIX, cuando por orden del general Espartero y como consecuencia de los avatares políticos y carencias económicas de la época fueron prácticamente disueltas en 1841. Hasta entonces habían comparecido, entre otras gloriosas ocasiones, en las guerras de Italia, en los asedios a Gibraltar en el siglo XVIII, en la Guerra de la Independencia y en la Primera Guerra Carlista, ya en el XIX, por mencionar algunas de las muchas campañas en las que participaron. En todas ellas su comportamiento fue ejemplar y pagaron su heroísmo sufriendo multitud de bajas en sus filas, siendo acreedores, algunas de sus unidades, de merecidas recompensas, como las correspondientes corbatas de San Fernando que hoy penden, nuevamente, de su bandera.

#### La Guardia Real en el epílogo a la guerra de la independencia
Entre 1824 y 1825 se produjo una reorganización de la Guardia Real que dio como resultado la creación de una Guardia Real de Línea y una Guardia Real Provincial. La Guardia Real de Línea estaba, a su vez, dividida en Guardia interior ‒Alabarderos y Guardias de la Real Persona‒, cuya misión se desarrollaba dentro del Palacio Real, y Guardia Exterior (una división de infantería subdividida en dos Brigadas de Línea, una división de caballería, una batería de artillería montada, una compañía de zapadores-minadores y una compañía del tren), cuyo empeño era la protección del exterior de palacio y de las reales personas cuando estuviesen fuera de él. La Guardia Real Provincial, por su parte, fue creada por el rey para premiar la fidelidad mostrada por los regimientos de “Milicias Provinciales”, de lo que resultó la formación de una división compuesta por la “Brigada de Granaderos Provinciales de la Guardia Real de Infantería” y por la “Brigada de Cazadores Provinciales de la Guardia Real de Infantería”, que se iban alternando anualmente en su servicio de guardia.
Este modelo de Guardia Real fue disminuyendo el número de sus componentes a la muerte de Fernando VII, en primer término con disolución de la Guardia Real Provincial, por decreto de la Reina Gobernadora, y después con el fin del Real Cuerpo de Guardias de la Persona del Rey y la Batería Real Montada que lo fueron en agosto de 1841, una vez terminada la Guerra Carlista, y que concluyó con la incorporación al Ejército de la Guardia Exterior de Infantería y Caballería en diciembre del mismo año.
El intento de pronunciamiento que llevaron a cabo los generales De la Concha y Diego de León el 7 diciembre de dicho año dejó expedito el camino hacia dicha disolución. Será este el hecho de armas más significativo que figurará en la memoria de las unidades al servicio de la Casa Real. En tal fecha, el Regimiento de la “Princesa”, al mando del general Manuel Gutiérrez de la Concha, se internó en palacio con la aquiescencia de la Guardia Real Exterior para poner bajo su tutela a la joven reina Isabel e intentar de este modo el derrocamiento del general regente, Baldomero Espartero. La resistencia del zaguanete de Alabarderos, con el teniente Domingo Dulce y Garay a la cabeza, bastó para que acudiesen en rescate de la reina otras unidades de la Milicia Nacional y del Ejército fieles al regente. En la acción, frente a las numerosas bajas del Regimiento, sólo perdió la vida el alabardero Jaime Armengol, y por ella les fue concedida la Cruz Laureada de San Fernando.

#### De Isabel II a Amadeo de Saboya: una guardia mínima de alabarderos
Tras el atentado que el cura Martín Merino infligiera a la reina Isabel II el 2 de febrero de 1852, y en el que la intervención del alabardero de escolta salvó la vida de la soberana, se acometió una nueva organización de las unidades de la Guardia Real, que se vieron ampliadas con la creación de dos compañías para la Guardia de Alabarderos y de un Escuadrón de Guardias de la Reina, que sería, a su vez, suprimido por cuestiones económicas en 1854.
Durante la revolución de 1868 se suprimió por primera vez en la historia el Cuerpo de Reales Guardias Alabarderos, y a la  llegada del rey Amadeo I de Saboya se formó una Guardia Real compuesta por una compañía de 120 hombres de Infantería y un Escuadrón de Caballería  de 70 jinetes, con una indumentaria curiosa para nuestras costumbres: levita encarnada y calzón blanco. Su misión fue, lógicamente, la de custodiar al monarca en palacio y en sus salidas, aunque él era poco amigo de escoltas y gustaba de pasear solo o acompañado de algún amigo.

#### Reinados de Alfonso XII y Alfonso XIII: el retorno a la tradición

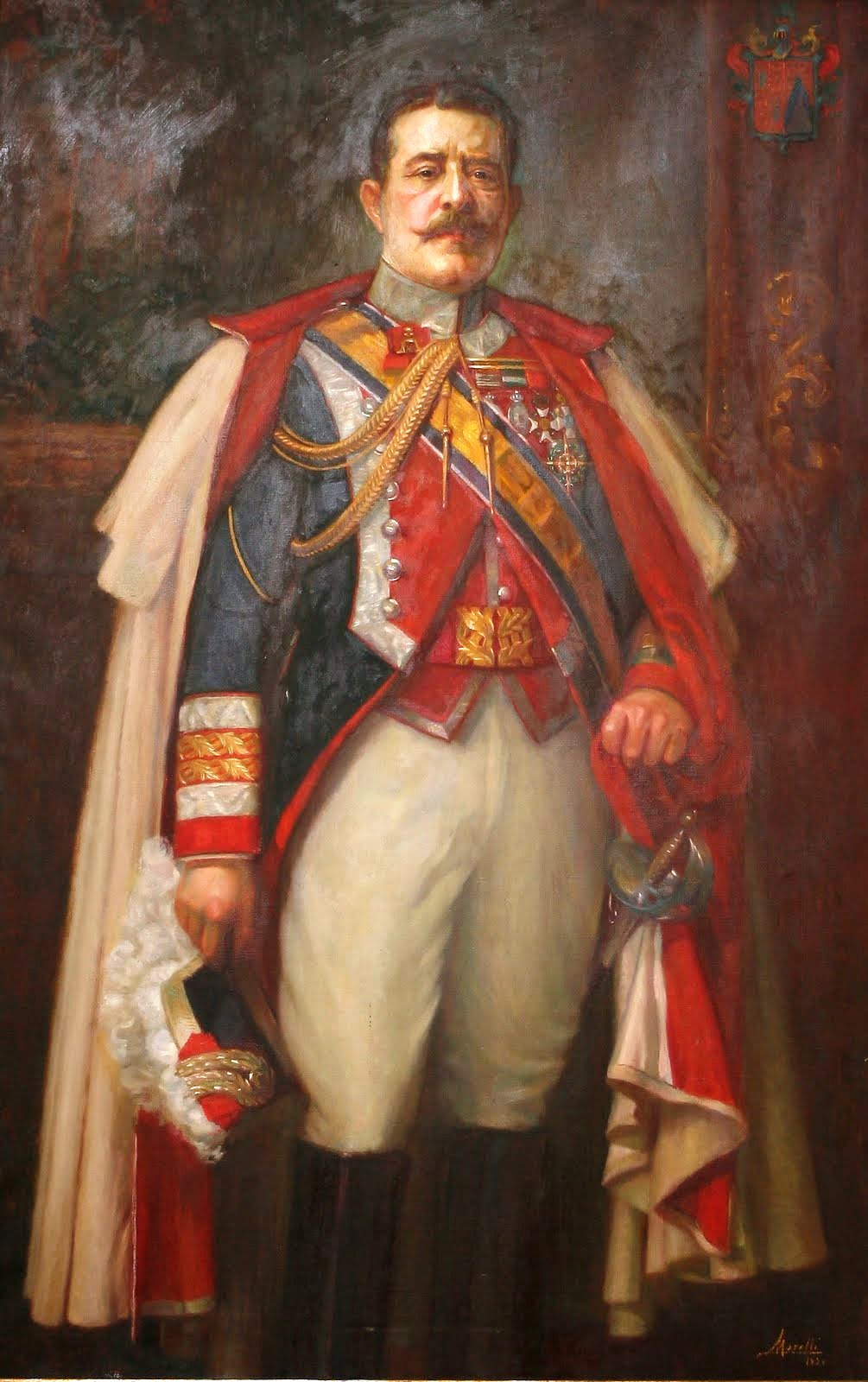
Retrato de José Cavalcanti posando con el uniforme de comandante general del Real Cuerpo de Alabarderos.

La llegada al trono del rey Alfonso XII trajo consigo cambios reales de creación de lo que es hoy la Guardia Real, la vuelta del “Real Cuerpo de Alabarderos”, la creación de un cuerpo militar destinado para el servicio de guardia interior de palacio, creada tras la contienda de la guerra carlista y la creación de un Escuadrón de Coraceros de Escolta, conocido por entonces como Guardia personal para proteger y acompañar al monarca en sus salidas y a la familia real en su estancia en sus residencias. Ambas formaciones se mantuvieron durante el reinado de Alfonso XIII, aunque en 1919 la Unidad de Caballería cambiaría su nombre por el de “Escuadrón Real”. Las dos unidades fueron disueltas en el año 1931 tras la proclamación de la República.

### Segunda república. Sobre el raíl de un patrón decimonónico
El advenimiento de la República fue el origen del “Escuadrón de Escolta Presidencial”, creado a semejanza del anterior de “Escuadrón de Escolta Real”. La unidad portaba una indumentaria muy similar a su predecesora en la que se eliminaban los símbolos monárquicos y se incorporaban los republicanos. Posteriormente se organizó un batallón de infantería para rendir los preceptivos honores al presidente.

### Regimiento de la Guardia del dictador Francisco Franco. De la Guardia Mora a la democracia
El origen de la guardia del general Franco se remonta al comienzo de la Guerra Civil, cuando se destina con carácter de urgencia a una compañía mixta de tropas indígenas y europeas para prestar servicio de escolta y honores al general Franco. Finalizada la contienda, y por Decreto de 5 de septiembre de 1939, se crea con carácter definitivo la Casa Militar de Su Excelencia el Jefe del Estado con una unidad de tropas cuya misión exclusiva era la de prestar protección y guardia de honor al jefe del Estado, y que en 1940 se constituye en Regimiento. Por otro Decreto de 4 de febrero de 1949 se funda el “Regimiento de la Guardia de Su Excelencia el Jefe del Estado”, que, con pocas variaciones ‒si se exceptúa la disolución de la “Guardia Mora” en 1958‒ perduró hasta el fallecimiento del general en 1975.

### La Guardia Real en tiempos de Juan Carlos I
Con motivo de la proclamación de Juan Carlos I como rey de España el día 22 de noviembre de 1975, el Gobierno de la Nación ‒por Decreto número 2942/1975, de 25 de noviembre‒ crea de la Casa de Su Majestad el Rey que estará integrada por las Jefaturas de Protocolo, Cuarto Militar, Secretaría de Su Majestad el Rey e Intendencia de la Casa del Rey y Patrimonio, en la que debían integrarse ‒en cuanto fuese posible‒ los miembros de las Casas Civil y Militar del anterior jefe del Estado y de la Casa del Príncipe, que a partir de ese momento desaparecerían.
Así pues, una Orden de 31 de diciembre de 1975 del Ministerio del Ejército, fundará el “Regimiento de la Guardia Real” sobre la base del antiguo Regimiento de la Guardia de Su Excelencia el Generalísimo, cuyo personal será integrado, en lo posible, en la unidad de nueva creación. Esa misma norma dispone, en su artículo tercero, que el teniente general jefe del Cuarto Militar ejercerá la inspección del citado Regimiento y todos sus servicios.
Pocos años más tarde, el Real Decreto 310/1979 reorganiza la Casa de Su Majestad el Rey, determinando que dicha institución estará constituida por una Jefatura, por el Cuarto Militar, por una Secretaría General, por la Guardia Real y Servicio de Seguridad. Desaparece, entonces, la denominación de Regimiento y se impone la genérica de Guardia Real. A principios de 1981 las Compañías de Fusiles Primera y Segunda (Grupo I) cambiaron sus nombres por Compañía de Guardias Reales Alabarderos y Compañía de Guardias Reales Fusileros, respectivamente. Al año siguiente se formará la Sección de Coraceros dentro del Escuadrón, hasta aquel momento, de Lanceros.
En la primavera de 1988 otro Real Decreto reestructura la Casa de Su Majestad el Rey y ordena que la Guardia Real se configure del siguiente modo: Jefatura, unidades a pie, unidades a caballo, unidades motorizadas y servicios correspondientes. En noviembre de 1993 los, hasta entonces, Grupos I, II y III pasarán a llamarse Grupo de Escoltas, Grupo de Honores y Grupo de Logística, respectivamente, mientras que la participación de la Guardia Real en el desfile de la Fiesta Nacional de Francia ‒prevista para el 14 de julio de 2001‒ animó a que, con fecha de 25 de abril anterior, se crease una segunda Sección de Coraceros en el Escuadrón de Escolta Real.
A mediados de enero de 2007 se disuelve la Compañía Mixta del Grupo de Escoltas y se crea la Compañía de Control Militar. A raíz de esta modificación la Compañía de Guardia Militar pasará a estar compuesta por dos Secciones de Seguridad Inmediata y por la Sección de Alabarderos, mientras que Control Militar quedará formada por la Sección de Puertas y Controles, la Sección de Guías de Perros y la Sección de Motos. El día 5 de abril de 2011 la Compañía de Guardia Militar pasa a denominarse Compañía de Alabarderos.
En julio de 2010 se había disuelto la Jefatura de Seguridad y Prevención para crear el Área de Seguridad de Acuartelamiento, dependiente del Grupo de Apoyo, que hasta entonces se conocía como Grupo de Plana Mayor de Mando. El Servicio de Prevención de Riesgos Laborales pasará a depender de la Jefatura de la Guardia Real y el Área de Medio Ambiente se integrará en el Grupo de Logística. La Plana Mayor de Mando cambia su denominación por la de Estado Mayor y se suprime el Centro de Proceso de Datos, con lo que su personal pasa a formar parte de la Compañía de Transmisiones, mientras el Servicio de Infraestructura comienza a depender de la cuarta sección del Estado Mayor.
De época del rey don Juan Carlos procede también la denominación de las tres compañías del Grupo de Honores, elegida de entre las mejores tradiciones militares españolas. Así, la del Ejército de Tierra lleva el nombre de “Monteros de Espinosa”, como homenaje al noble Cuerpo que dio servicio a la Casa Real desde el siglo XI; la de la Armada (compuesta por infantes de marina), “Mar Océano”, como recuerdo de las tradiciones históricas de los Tercios Viejos de Nápoles y del Tercio de la Armada de la Mar Océano ‒que en el siglo XVI combatieron por tierra y por mar, dando gloria a España y su Corona‒ mientras que la representación del Ejército del Aire lleva el nombre de “Escuadrilla Plus Ultra”, rememorando la magna gesta que la aviación española acometió en 1926, cuando tres de sus mandos completaron con éxito la primera travesía trasatlántica desde Palos de la Frontera hasta Buenos Aires.

### La Guardia Real de Felipe VI

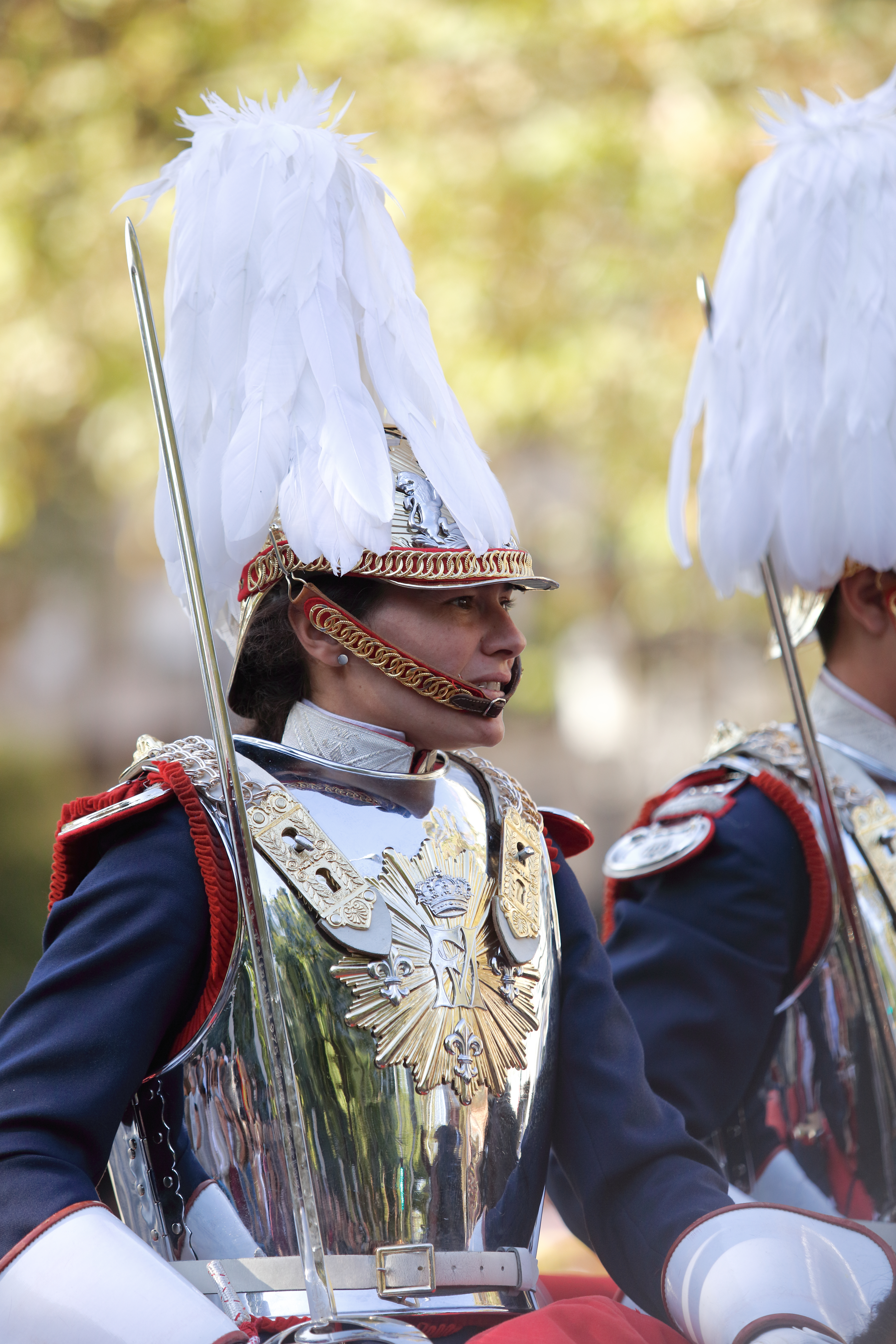
Un coracero durante el reinado de Felipe VI, con el monograma del monarca.

Con una estructura muy similar a la heredada de tiempos de su padre, la Guardia Real sirve a Felipe VI desde su proclamación como rey de España el 19 de junio del año 2014. Tal y como venía produciéndose en las décadas anteriores, la unidad se compone de cuadros de mando y tropa y marinería procedentes del Ejército de Tierra, la Armada y el Ejército del Aire, a los que han de sumarse los mandos que pertenecen a los Cuerpos Comunes de las Fuerzas Armadas.
Por una modificación del libro de organización de la Guardia Real, que entró en vigor el 27 de julio del año 2015, el Servicio Religioso se integra en el Mando y Estado Mayor de la Unidad, mientras que el Grupo de Apoyo se reestructura en dos unidades. De una parte, Seguridad, compuesta por un Área Técnica, un Área de Seguridad de la Información y la Compañía de Seguridad, y de otra, Apoyo, que se constituye sobre la Compañía de Transmisiones, el Centro de Formación y la Compañía de Apoyo. El Grupo de Escoltas, a su vez, integra una Academia de Formación, que se encargará de la instrucción en materia ecuestre, policial y de escolta personal, mientras que el Grupo de Honores incorpora un Equipo de Tiradores.

## Actos públicos de la Guardia Real

### Relevo solemne de la guardia en el Palacio Real de Madrid

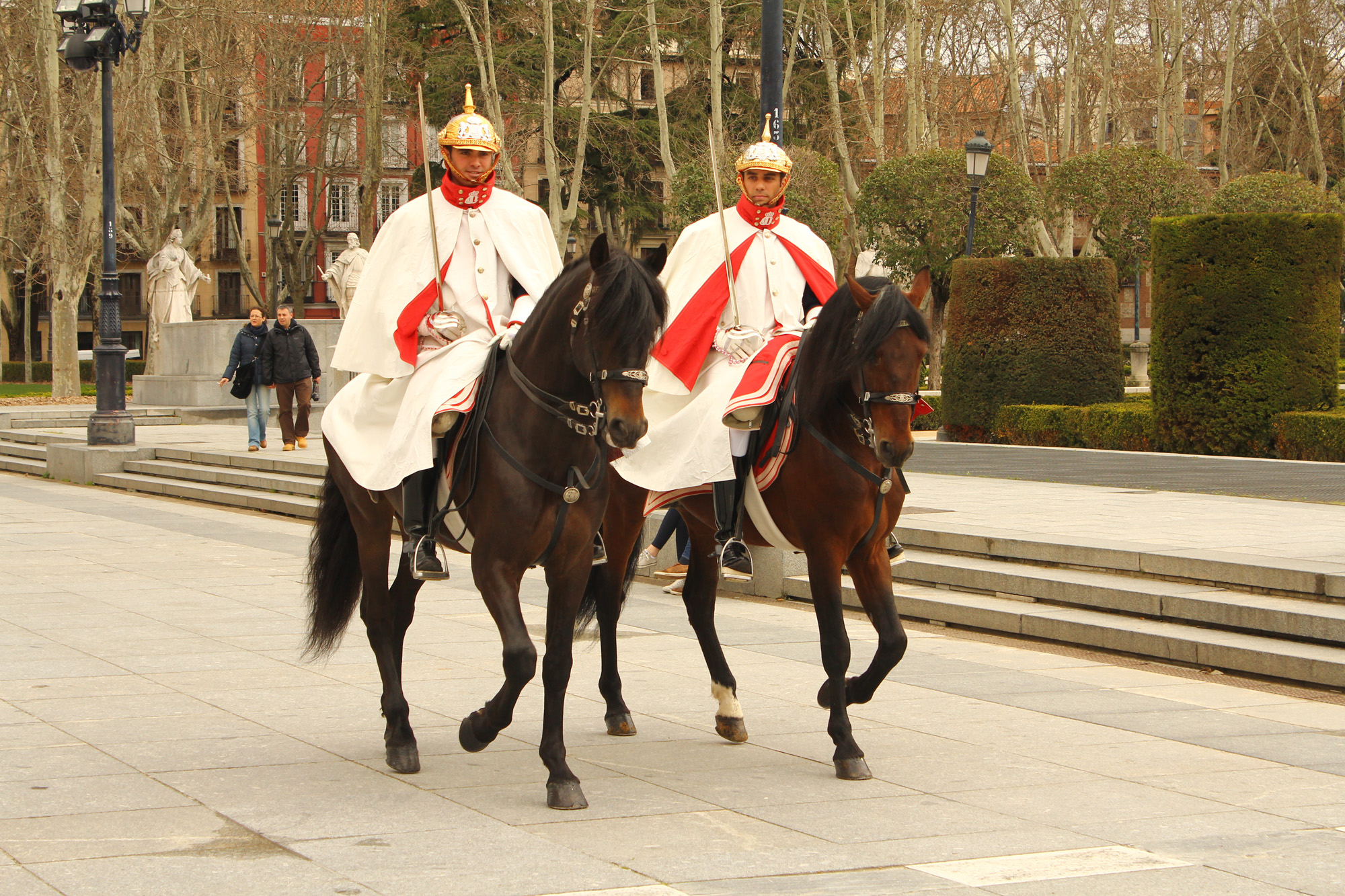
Coraceros de la Guardia Real.

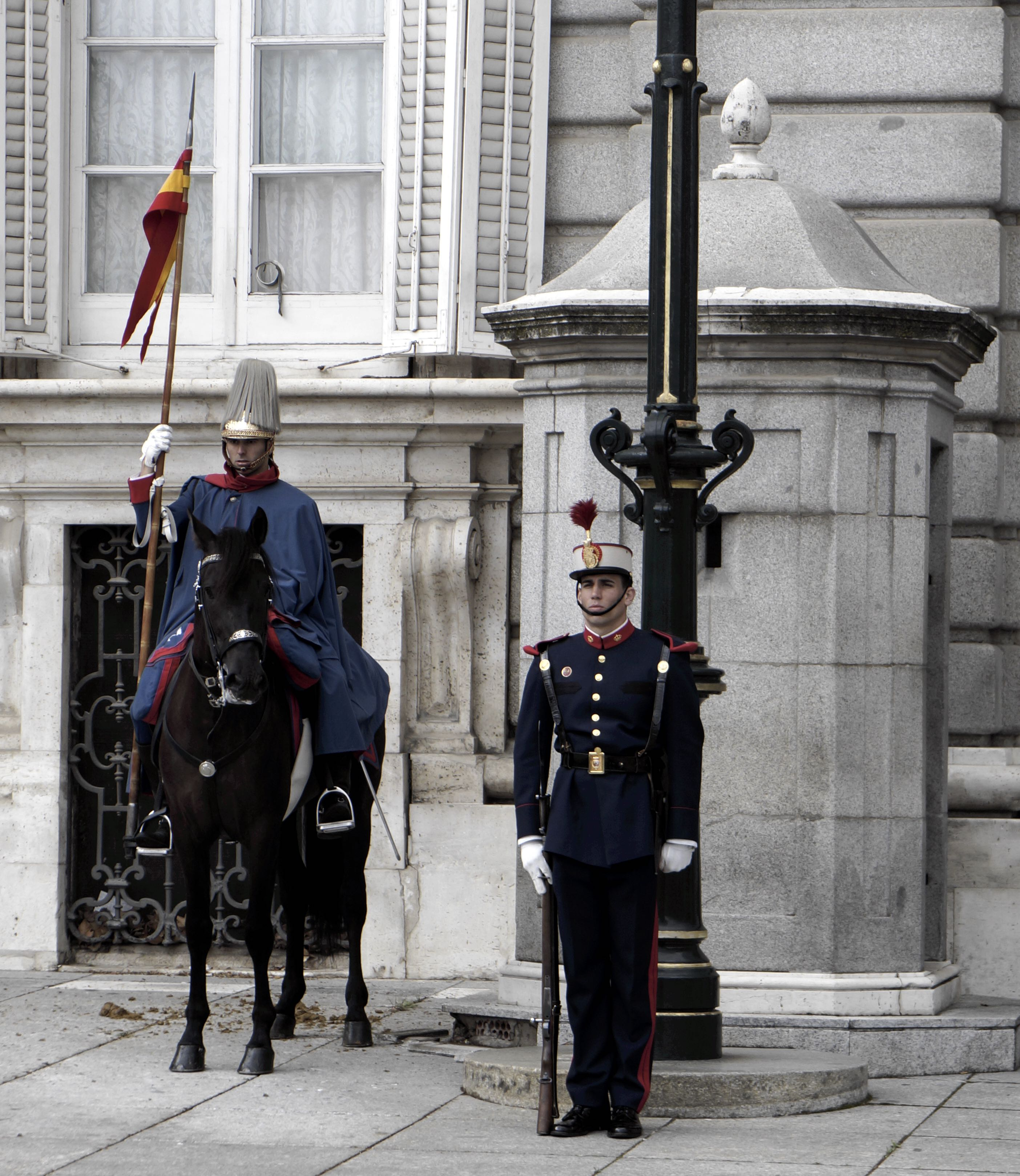
Guardias reales en el Palacio Real de Madrid.

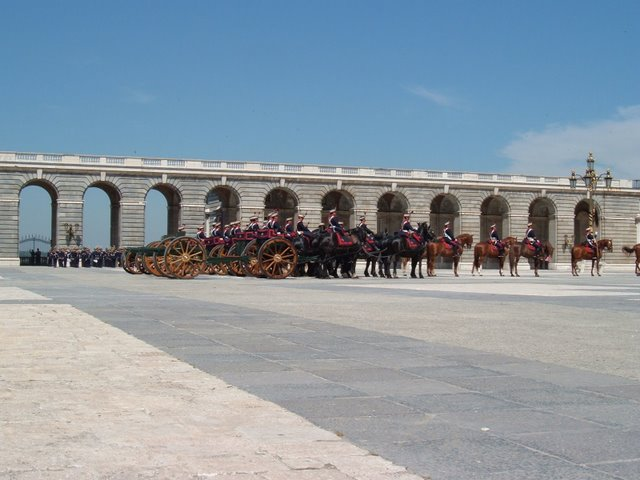
Batería real en formación, en la plaza de la Armería, en el Palacio Real.

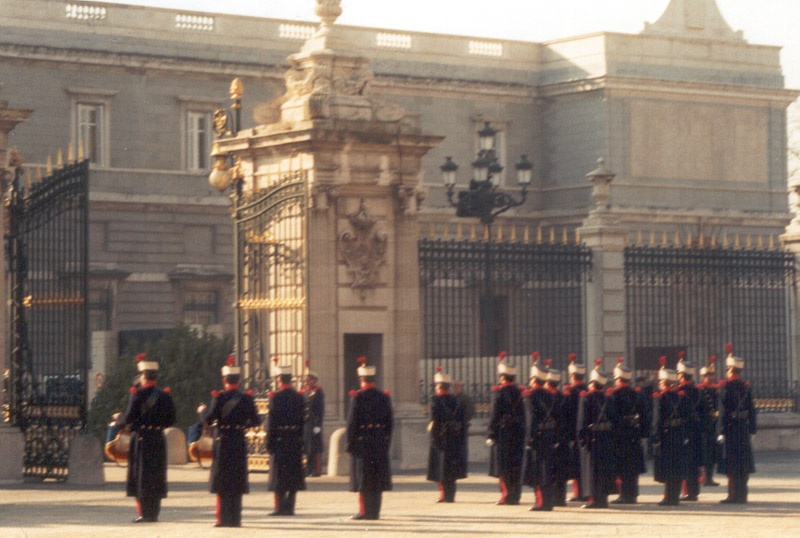
Relevo Solemne de la Guardia Real, a pie.

La Guardia Real, en su constante afán por recuperar y mantener el mayor número de tradiciones de las Tropas de Casa Real, lleva realizando, desde el 23 de noviembre de 1994, el relevo solemne de la Guardia en el Palacio Real de Madrid. Tiene lugar una vez al mes y rememora el que se hacía diariamente en tiempos de los reyes Alfonso XII y Alfonso XIII. Muestra la vinculación entre la actual Guardia Real y sus antecedentes históricos. La secuencia general de actos es la siguiente:
- Establecimiento de los puestos de guardia en la plaza de la Armería.
- Revista de la guardia entrante en la plaza de Oriente.
- Entrada de la guardia saliente en la plaza de la Armería.
- Desfile de la guardia entrante y entrada en la plaza de la Armería.
- Solicitud para iniciar el relevo de los comandantes jefes de las guardias al coronel jefe.
- Relevo de los puestos de artillería y caballería.
- Relevos de los puestos de centinela a pie.
- Retirada de las guardias.
- Desfile de la guardia saliente.

Previamente se realiza un carrusel a cargo del Escuadrón de Escolta Real, de la Batería Real, de la Unidad de Música o una exhibición de movimientos floreados por parte del Grupo de Honores.
El acto tiene una duración aproximada de 50 minutos y comienza a las 12 horas de la mañana los primeros miércoles de cada mes, exceptuando los de los meses de enero, agosto y septiembre, siempre y cuando los actos oficiales lo permitan. La entrada es libre y gratuita por la puerta de Santiago, que da acceso a la plaza de la Armería desde la calle de  Bailén. Como colofón al acto, la Unidad de Música suele interpretar un concierto en la lonja de la puerta del Príncipe (calle de Bailén).

### Relevo de guardia en la Puerta del Príncipe del Palacio Real de Madrid
Además de lo anteriormente descrito, desde el 17 de junio de 1998 se realiza el relevo solemne de los puestos de centinela de la puerta del Príncipe, origen del actual relevo de guardia en el mismo acceso del Palacio Real de Madrid.
Como novedad,  y desde el 5 de marzo de 2016, también se realiza todos los sábados, al objeto de acercar más,  si cabe, la Guardia Real a la sociedad.
Dicho relevo consiste en el establecimiento de dos puestos de centinela a pie y dos centinelas a caballo. La secuencia general de este relevo es la siguiente:
- Formación y revista de la guardia a pie entrante con pífano y tambor.
- Establecimiento de los puestos de guardia a pie en la puerta del Príncipe.
- Formación y revista de la guardia a caballo.
- Establecimiento de los puestos de guardia a caballo en la puerta del Príncipe.
- Relevos de los puestos de centinela a pie cada 30 minutos.
- Relevos de los puestos de centinela  a caballo cada media hora.
- Repliegue de la guardia a pie y a caballo.

Esta guardia está constituida por catorce miembros de la unidad y cuatro caballos.
En los puestos, los guardias reales a pie adoptan la posición de firmes y hacen coincidir sus movimientos con los de los centinelas a caballo. Con el arma sobre el hombro y a paso de parada realizan intercambios del puesto que ocupan.
Cada 10 minutos, y sin coincidir con el relevo de los centinelas a pie, los centinelas a caballo se desplazan por delante de la fachada para finalmente volver a su posición anterior.
Horario
El acto se lleva a cabo todos los miércoles y sábados del mes, siempre y cuando los actos oficiales o la climatología lo permitan.
- Durante el invierno (septiembre a junio a. i.) se desarrolla entre las 11 y las 14 horas.
- Durante el verano (julio y agosto) tiene lugar entre las 10 y las 12 horas.

## Organización

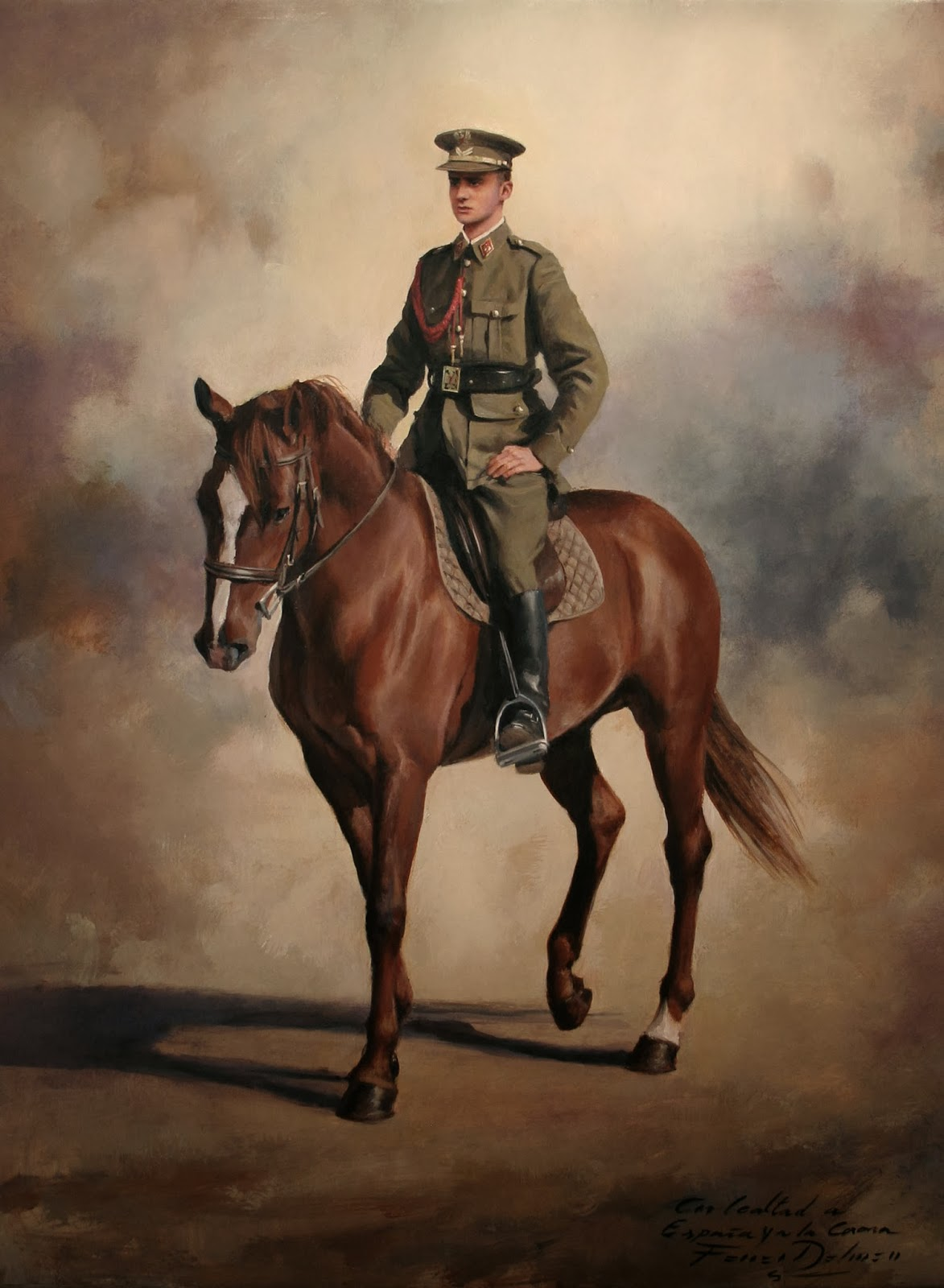
Retrato ecuestre del rey Juan Carlos I, expuesto en el Museo de la Guardia Real (Palacio Real de El Pardo). Cuadro de Augusto Ferrer-Dalmau (2014).

El artículo 6º del Real Decreto número 434/1988 (Presidencia), de 6 de mayo (BOE núm. 112) de reestructuración de la Casa de S. M. el Rey, dispone en su apartado 2º, que la Guardia Real estará constituida por una jefatura y unidades a pie, a caballo y motorizadas, así como por los servicios correspondientes.

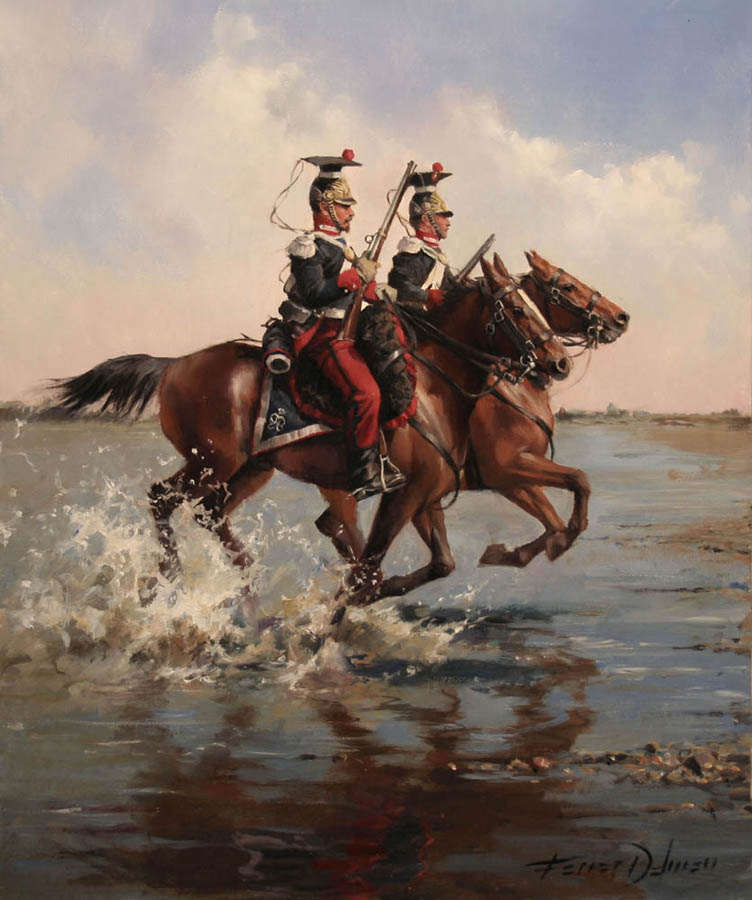
Tiradores de la Guardia Real de España en 1834. Cuadro de Augusto Ferrer-Dalmau.

Los cuadros de mando proceden del Ejército de Tierra, Armada, Ejército del Aire y Cuerpos Comunes de las Fuerzas Armadas.
El personal de tropa está constituido por militares profesionales de tropa y marinería de los Ejércitos y de la Armada.
El personal civil está constituido por personal funcionario y no funcionario.

### Jefatura
La jefatura de la Guardia Real la ostenta un coronel del arma de Infantería del Ejército de Tierra.
En sus labores se auxilia de:
- Estado Mayor (EM).
  - 1.ª Sección: Logística de Personal.
  - 2.ª Sección: Asuntos Institucionales.
  - 3.ª Sección: Seguridad e Inteligencia, Preparación y Empleo.
  - 4.ª Sección: Logística de Material e Infraestructura.

- Sección de Asuntos Económicos (SAE),

- Servicio de Prevención de Riesgos Laborales (SPRL),
- Asesor Jurídico (ASEJU),
- Suboficialía Mayor (SBMY).
- Servicio Religioso (Capellán).
- Secretaría.

### Grupo de Apoyo
Presta apoyo a la Guardia Real y a otras unidades de la Casa de S. M. el Rey. Está compuesto por:
- Mando y Plana Mayor.
- Unidad de Seguridad.
  - Área de Seguridad de la Información.
  - Área Técnica.
  - Compañía de Seguridad.
- Unidad de Apoyo.
  - Compañía de Plana Mayor.
  - Compañía de Apoyo.
  - Compañía de Transmisiones.
  - Oficina de Gestión Administrativa de Sección del Personal (OGAP).
- Compañía de Formación, que sirve de estructura para el Centro de Formación de la Guardia Real (centro docente militar de las Fuerzas Armadas regulado según ODEF 85/2017).

### Grupo de Escoltas
Proporciona las escoltas solemnes y forma parte de la guardia de seguridad en el Palacio de la Zarzuela y aquellos palacios y Reales Sitios que se determinen. Se compone de:
- Mando y Plana Mayor.
- Compañía de Alabarderos.
  - Secciones de Seguridad Inmediata.
  - Sección de Alabarderos, que son la guardia militar más inmediata de SS. MM. los Reyes en los palacios y tribunas reales que se determinen. Heredera de la escolta personal del Rey Fernando el Católico y de los Reales Guardias Alabarderos creados por Felipe V, su origen es de los más antiguos de la Guardia Real.
- Compañía de Control Militar.Vehículo de la Sección Motorizada de la Guardia Real.

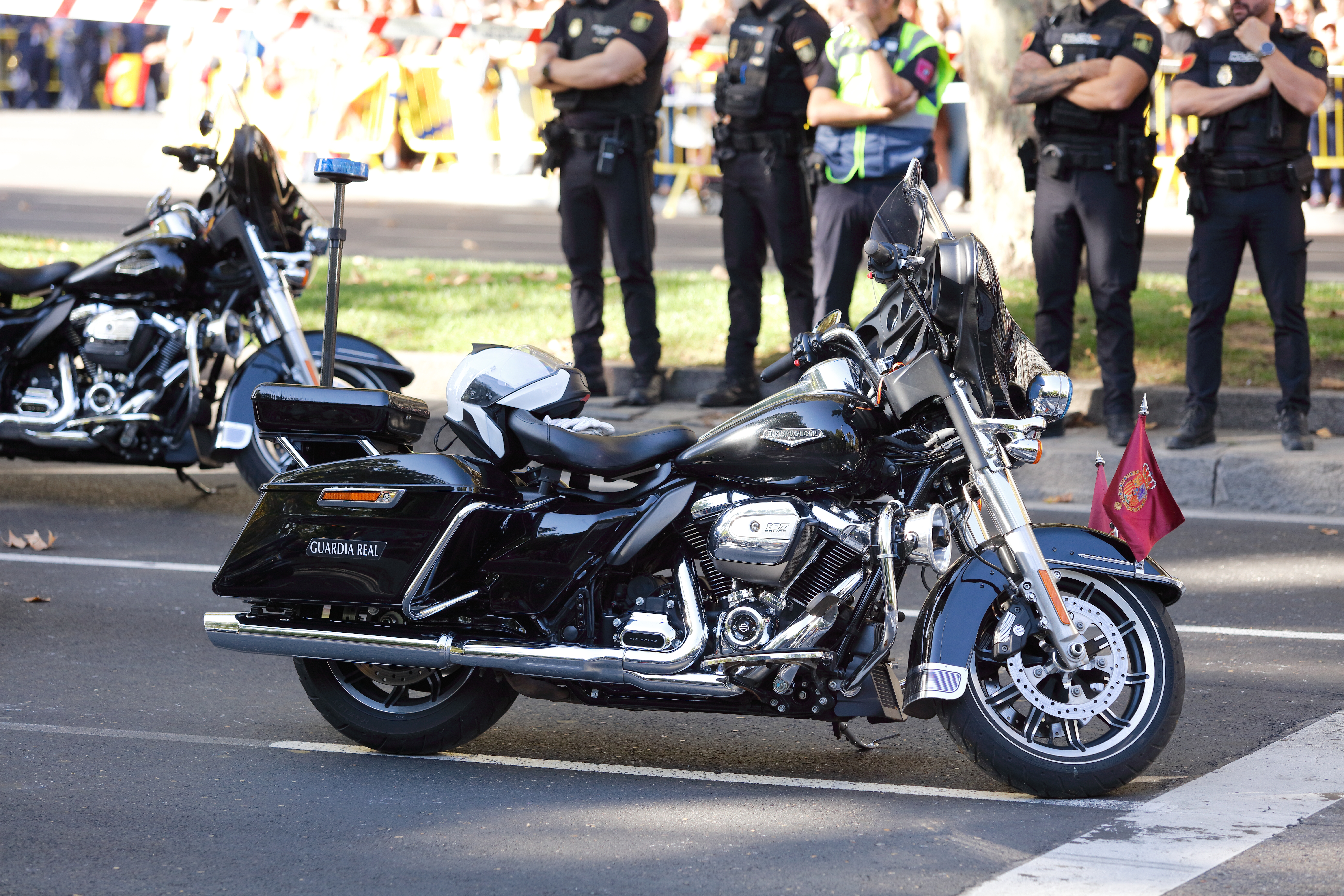
Vehículo de la Sección Motorizada de la Guardia Real.

  - Sección de Puertas y Controles, cuyos cometidos son dar seguridad a los recintos en los palacios y Reales Sitios.
  - Sección de Seguridad Próxima, cuyos cometidos son dar seguridad a los recintos en los palacios y Reales Sitios.
  - Sección de Motos, que realizan servicios de escolta y enlace.
  - Sección de Guías de Perros, con perros de las especialidades fundamentales de Detección de explosivos y Seguridad y Combate.
- Escuadrón de Escolta Real, que proporciona las escoltas solemnes a caballo y participa en la protección de las instalaciones del Palacio de la Zarzuela y en otros dispositivos de seguridad que se determinen. Montan caballos de pura raza española con capas negra, castaña y torda, y está constituido por:
  - Escuadra de Batidores.
  - Banda de Clarines y Timbales.
  - Sección de Coraceros.
  - Sección de Lanceros.
- Batería Real.
  - Una Sección Hipomóvil, con cañones Schneider 75/28mm. de 1906,  fabricados en Trubia (Asturias) y Sevilla y los correspondientes carrillos, tirados por caballos hispano-bretones de capa castaña y negra.
  - Una sección de salvas, con obuses OTO Melara del 105/14, para efectuar las salvas de ordenanza.
- Núcleo de Enseñanza Ecuestre, que proporciona la enseñanza básica del jinete para desempeñar los cometidos específicos de las unidades a caballo.
- Servicio de Veterinaria, que proporciona los apoyos específicos a las unidades montadas y caninas.

### Grupo de Honores

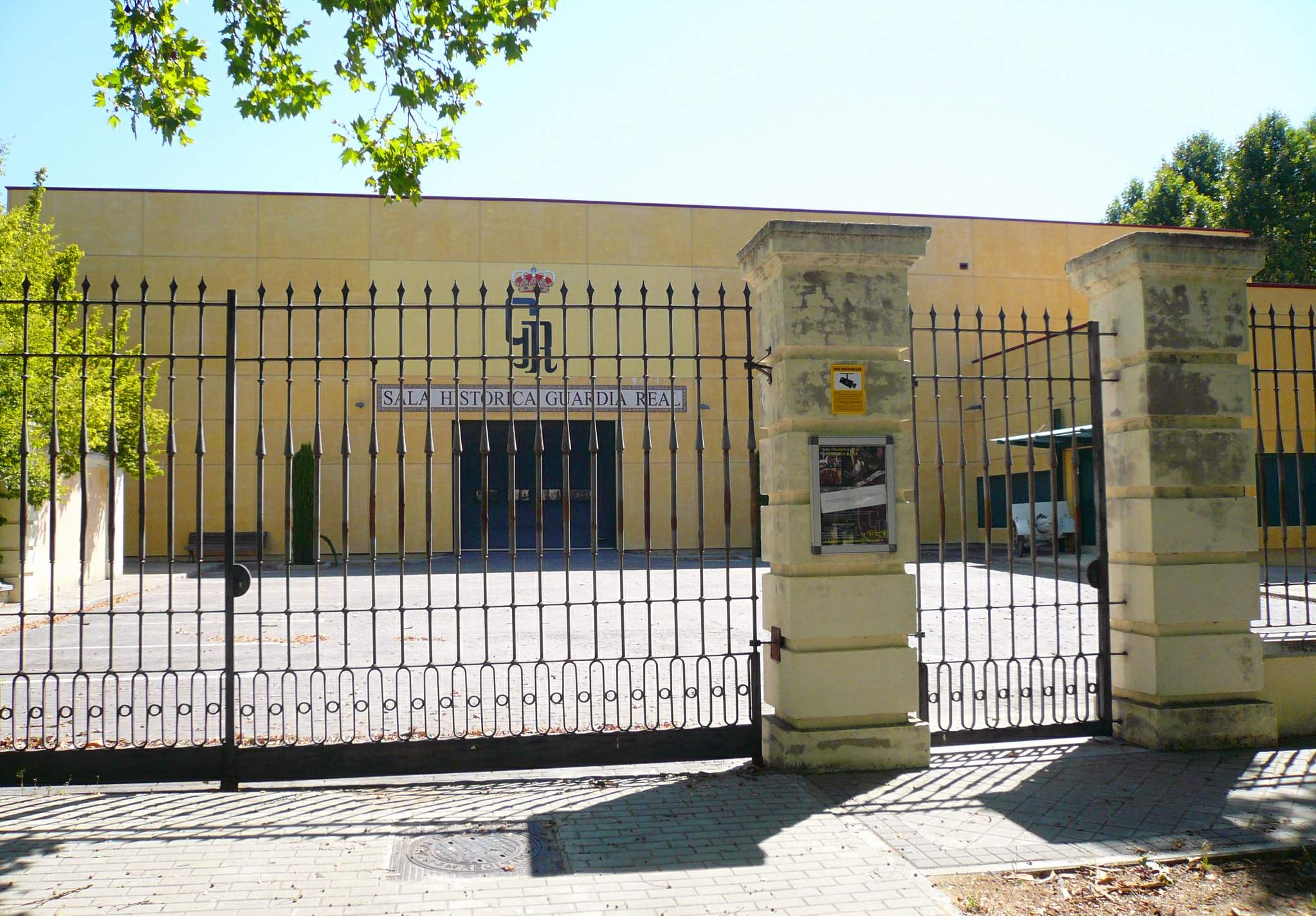
Acuartelamiento El Rey, en El Pardo (Madrid)

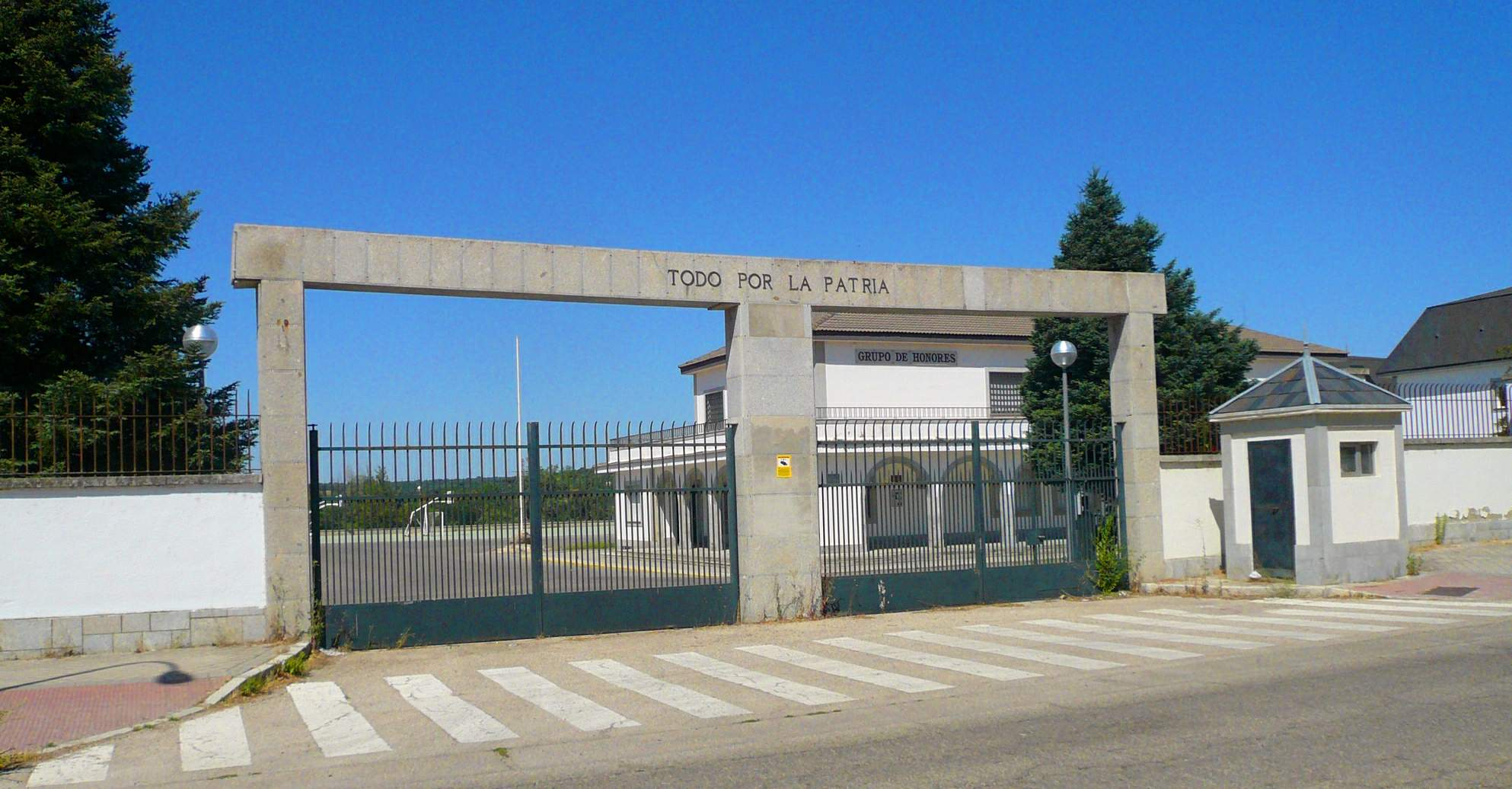
Acuartelamiento La Reina y la Princesa, en El Pardo (Madrid)

Rinde honores al rey y miembros de su familia, así como a los jefes de Estado extranjeros en visita de Estado y a los embajadores en su presentación de cartas credenciales al rey. También forma parte de la guardia de seguridad del Palacio de la Zarzuela. Está compuesto por:
- Mando y Plana Mayor.
- Compañía Monteros de Espinosa, del Ejército de Tierra, que toma su nombre del Cuerpo de Monteros que creó el rey Sancho García en el año 1006 con la misión de velar su sueño y que han servido a todos los reyes desde entonces.
- Compañía Mar Océano, del Cuerpo de Infantería de Marina de la Armada Española, que toma su nombre del que fue el Tercio de la Armada en el año 1537, y el más antiguo del mundo.
- Escuadrilla Plus Ultra, del Ejército del Aire, que toma su nombre de la gesta transoceánica de principios del siglo XX.

Como capacidades militares también encuadra a las siguientes unidades:
- Grupo de Buceo.
- Grupo de Montaña.
- Equipo de Tiradores de precisión.
- Sección de Movimientos Floreados.

### Grupo de Logística
- Mando y Plana Mayor.
- Área de Medio Ambiente, cuya responsabilidad es velar por la aplicación de las diferentes normativas medioambientales.
- Compañía de Mantenimiento.
  - Sección de Mantenimiento Auto.
  - Sección de Armamento y Apoyo.
  - Talleres.
- Compañía de Abastecimiento.
  - Sección de Material.
  - Sección de Vestuario y Equipo.
  - Sección de Municionamiento y Suministros.
- Compañía de Apoyo a las Instalaciones.
  - Sección de Instalaciones.
  - Sección de Servicios.
  - Oficina Técnica.
  - Destacamento Jaime II.
- Compañía de Transportes.
  - Sección de Pesados.
  - Sección de Alta Representación.
  - Escuela de conductores.
- Unidad de Asistencia Sanitaria.
  - Servicio Sanitario.
  - Servicio Farmacéutico.
  - Servicio Odontológico.
  - Servicio Psicológico.

### Unidad de Música
- Mando y Plana Mayor.
- Archivo.
- Banda Sinfónica.
- Banda de Guerra.
- Sección de Pífanos.

## Identidad

### Himno
El himno de la Guardia Real fue compuesto por el comandante director de la Unidad de Música de la Guardia Real, José López Calvo, en noviembre de 1976.
Se interpretó y cantó por vez primera en diciembre del mismo año. Desde esa fecha, se interpreta en todas las formaciones y paradas militares solemnes organizadas en la Guardia Real.

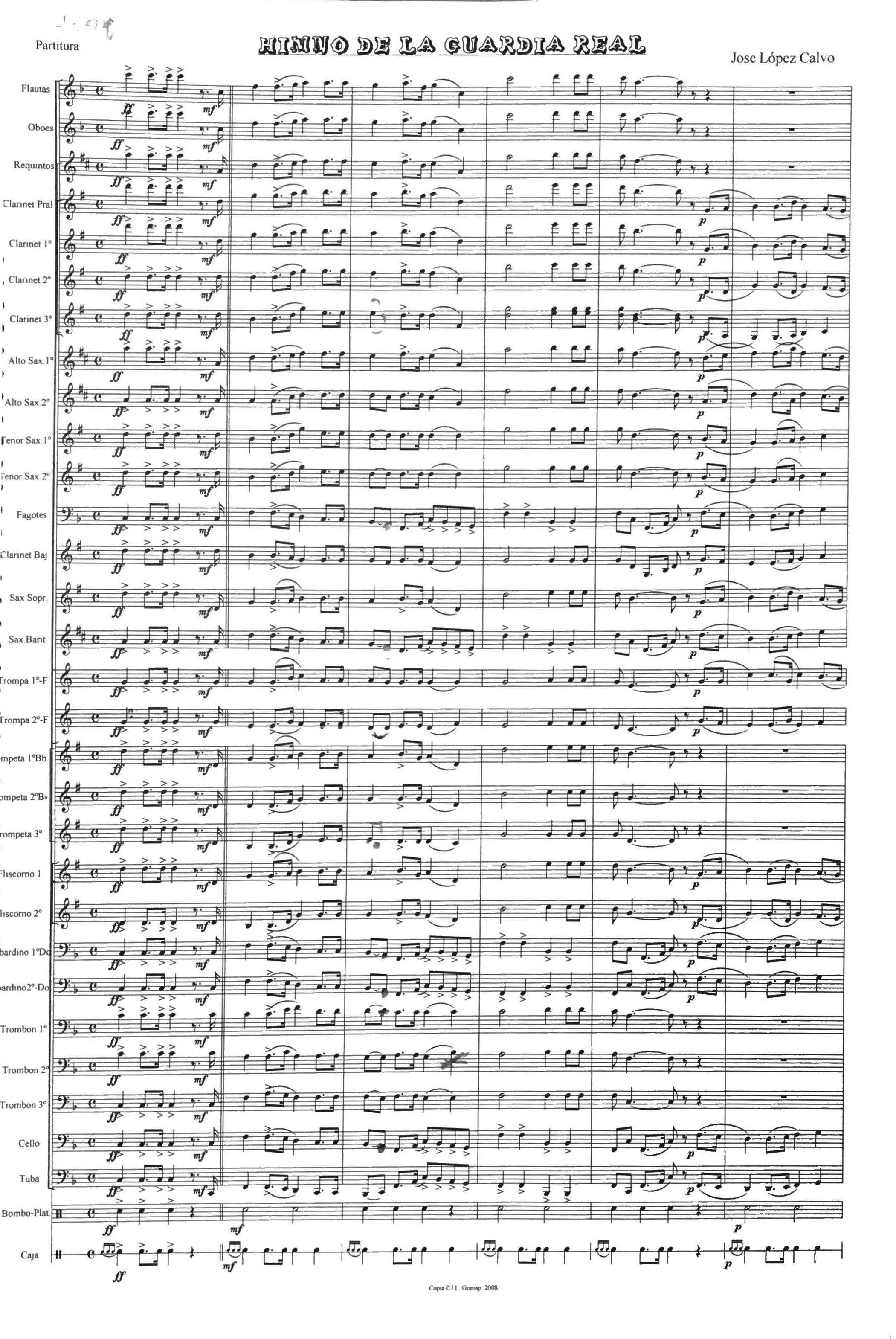
Partitura del himno de la Guardia Real

La letra del himno es la siguiente:
Guardemos con celo
a los reyes de España
que es nuestro destino
de guardia real español.
Su historia y su grandeza
serán mi blasón.

Mi emblema es corona
de antiguo esplendor,
que defenderé
empeñando mi honor.

La vida es ofrenda
que doy a la patria,
por quererla
más grande y mejor.

Cantad, bravos soldados de España
la gloria de ser fieles guardias del Rey.
Mantened el espíritu alerta,
por ser los custodios del primer español.

Grabada en mi pecho
Con sangre y con fuego
Llevo una consigna:
defender a la patria y al rey,
al cielo y a sus mares,
a su tierra y a su fe.

Recuerda al caído,
recuerda su gesta,
recuerda a tu madre
y recuerda tu hogar.

Y de estos valores
harás una enseña
que pondrás
a la diestra de Dios.

Cantad, bravos soldados de España
la gloria de ser fieles guardias del Rey.
Mantened el espíritu alerta,

por ser los custodios del primer español.

### Ideario
El primer ideario conservado de la Guardia Real fue creado en el año 1994. En él se reflejaban las virtudes militares que, junto a las intrínsecas de todo soldado, debe tener un Guardia Real. Ya venía establecido un código militar especial creado desde la restauración de la monarquía en 1875.
El Ideario se estructuraba así:
- El espíritu de la Guardia Real es de lealtad, disciplina, discreción y servicio.
  - La lealtad en la Guardia Real tiene su expresión en la fidelidad a la Corona y en la vela por el buen nombre de la Unidad.
  - La disciplina, norma de actuación en los ejércitos, será extremada por los componentes de la Guardia Real, que constituirá un ejemplo permanente por la corrección en el saludo y por vestir el uniforme con orgullo y propiedad.
  - La discreción sobre los asuntos del servicio, obligada para todo militar, adquiere su máxima relevancia en los miembros de la Guardia Real por encontrarse en las proximidades de las más altas instancias del Estado.
  - El servicio a S. M. el Rey y a la Familia Real es el mayor honor de la Guardia Real.
- Todos los servicios realizados por la Guardia Real contribuyen por igual a la misión común.
- La exactitud, desvelo, compostura y puntualidad en los servicios y en el quehacer diario, son la demostración del nivel de profesionalidad de la Guardia Real.
- El compañerismo, entre los componentes de los tres ejércitos, factor de cohesión y fortaleza de las Fuerzas Armadas, alcanza su máximo exponente en la Guardia Real.
- Los miembros de la Guardia Real ajustarán su conducta privada a los valores de caballerosidad, teniendo siempre presente que el privilegio de servir a Su Majestad tiene como exigencia ser espejo de dedicación y buenas costumbres.

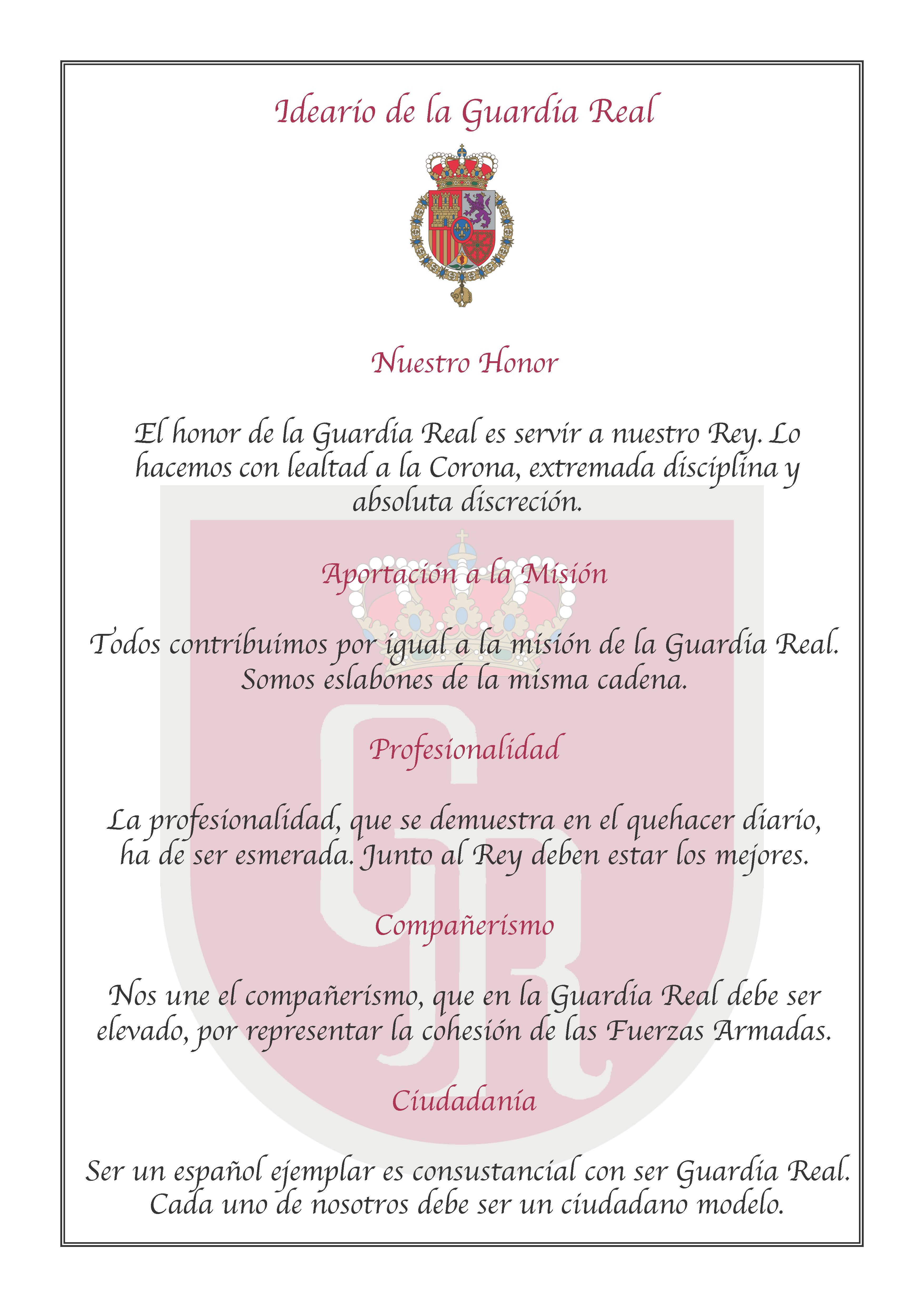
Ideario de la Guardia Real

En el año 2002, una comisión de oficiales y suboficiales adaptó el ideario de la Guardia Real a un nuevo formato, para recitarlo como ocurre en otras unidades, quedando reducido a cinco mandatos:
- Nuestro honor.  El honor de la Guardia Real es servir a nuestro Rey. Lo hacemos con lealtad a la Corona, extremada disciplina y absoluta discreción.
- Aportación a la misión.  Todos contribuimos por igual a la misión de la Guardia Real. Somos eslabones de la misma cadena.
- Profesionalidad.  La profesionalidad que se demuestra en el quehacer diario, ha de ser esmerada. Junto al Rey deben estar los mejores.
- Compañerismo.  Nos une el compañerismo, que en la Guardia Real ha de ser elevado, por representar la cohesión de las Fuerzas Armadas.
- Ciudadanía.  Ser un español ejemplar es consustancial con ser Guardia Real. Cada uno de nosotros debe ser un ciudadano modelo.

### Bandera de España de la Guardia Real
La primera bandera del Regimiento de la Guardia Real es heredada del Regimiento de la Guardia de S. E. el Jefe del Estado.
El día 23 de marzo de 1980 le fue entregada una nueva bandera, siendo la madrina de la ceremonia la reina Sofía. El acto que se celebró en el Cuartel “El Rey” estuvo presidido por los reyes Juan Carlos I y Sofía, acompañados por el aún entonces príncipe Felipe y las infantas Elena y Cristina.
El 10 de junio de 1984, con ocasión del acto solemne de renovación de enseñas que tuvo lugar en el Paseo de la Castellana, el Ministerio de Defensa hizo entrega a la Guardia Real de la Bandera de España que estuvo en servicio en la unidad hasta el pasado 13 de septiembre de 2019. Ese día, en una solemne parada militar celebrada en la plaza de armas Reina Sofía del cuartel "El Rey", el director general de la Real Fábrica de Tapices, don Alejandro Klecker de Elizalde, hizo entrega de la actual bandera nacional, bordada, a la manera tradicional, por los maestros de la real fábrica.
Estas cuatro banderas permanecen custodiadas en la Guardia Real.
Esta bandera es la que toma parte en las recepciones oficiales de monarcas y jefes de Estado extranjeros en sus visitas oficiales a España, así como en las ceremonias de Presentación de Cartas Credenciales de los representantes diplomáticos ante Su Majestad el Rey.
Como heredera de las sucesivas unidades que cumplieron las funciones de guarda de las reales personas a lo largo de la historia, la Bandera de la Guardia Real ostenta siete medallas colectivas, denominadas corbatas, indicativas de otras tantas cruces laureadas de la Real y Militar Orden de San Fernando concedidas en su momento por las siguientes acciones o campañas:
- Lanceros de la Guardia Real. Campaña de 1833-1836.
- Cazadores a caballo de la Guardia Real. Campaña de 1833-1836.
- Lanceros de la Guardia Real. Acción de Lodosa, 1836.
- Cazadores a caballo de la Guardia Real. Acción de Lodosa, 1836.
- 1º Rgto. de Granaderos de Infantería de la Guardia Real. Batalla de Luchana, 1836.
- 2º Rgto. de Granaderos de Infantería de la Guardia Real. Batalla de Huesca, 1837.
- Rgto. de Granaderos a caballo de la Guardia Real. Acción de Los Arcos, 1838.

Por real decreto de 23 de junio de 1990, Juan Carlos I otorgó la corbata de la Orden de Isabel la Católica a la Bandera de la Guardia Real a propuesta del ministro de Asuntos Exteriores.

### Bandera Coronela
El guion de la Guardia Real es heredero de la bandera coronela del regimiento, de color morado. En ella aparecen las armas reales sostenidas por leones rampantes coronados, con moharra de flor de lis.
Inicialmente, como “Regimiento de la Guardia Real” en 1976, se usó un guion morado oscuro con el escudo de Juan Carlos I sostenido por dos leones coronados sobre la cruz de Borgoña en rojo ribeteada en oro en el centro y bajo el escudo tres estrellas de ocho puntas en hilo de oro y encima de todo ello la inscripción “Guardia Real” en oro. Al cambiar la unidad de denominación en 1979 por la de “Guardia Real” al dejar de ser considerada la unidad un regimiento al uso, se decidió cambiar la Bandera Coronela por el actual guion.
El uso de banderas coronelas tiene su origen en la enseña coronela reglamentada en tiempos de Felipe V para el primer batallón de cada regimiento siendo así la bandera principal de esa unidad. La nuestra en color morado, tiene su origen en la utilizada por las “Guardias de Corps” para el servicio a pie y las “Reales Guardias Españolas” con fondo morado que junto con las “Reales Guardias Walonas” era la otra unidad de Casa Real con Bandera Coronela, salvo que esta última era de color blanco.
Esta Bandera Coronela morada siguió utilizándose hasta tiempos de la reina Mª Cristina en que al entregarse a cada unidad de Casa Real una bandera o estandarte dedicado, fueron conviviendo en cierto modo, aunque terminaron cayendo en el desuso recuperándose en 1975.

### Guiones y banderines de la Guardia Real

#### Guiones de Grupo y Unidad de Música
Son los herederos de las banderas de los batallones. Son iguales al de la Guardia Real excepto que los cinco son de color blanco. Bajo el toisón llevan bordado el nombre del grupo/UMUS.

#### Banderines
Los banderines identifican a las compañías, Escuadrón, Batería y Escuadrilla, y son de características similares a los guiones de los grupos y la Unidad de Música aunque en menor tamaño. No llevan el nombre bordado y ninguno de ellos es blanco, diferenciándose entre sí sobre todo por sus colores:
- Compañía de Alabarderos: sable
- Compañía de Control Militar: sable
- Batería Real: banderín tronchado en sable y gules
- Escuadrón de Escolta Real: azur
- Compañía "Monteros de Espinosa": gules
- Compañía "Mar Océano": azur, con león marino coronado
- Escuadrilla "Plus Ultra": plata, con león alado coronado
- Compañía de Apoyo: verde
- Compañía de Formación: blanco
- Compañía de Plana Mayor: azur
- Compañía de Seguridad: oro y sable
- Compañía de Transmisiones: banderín tronchado en plata y púrpura
- Compañía de Abastecimiento: sinople
- Compañía de Apoyo a las Instalaciones: púrpura
- Compañía de Mantenimiento: azul purísima
- Compañía de Transportes: sinople

## Distintivos
| |
| Escudo de armas del rey de España usado en el guion y en el estandarte de S. M. que porta la Guardia Real, entre otras banderas y banderines. |

|                                                 |
| Distintivo de la Compañía Monteros de Espinosa. |

|                                       |
| Distintivo de la Compañía Mar Océano. |

|                                          |
| Distintivo de la Escuadrilla Plus Ultra. |

|                                                                         |
| Emblema de Banda de Guerra del Escuadrón de Escolta Real, Guardia Real. |

## Ubicación
Las diferentes unidades de la Guardia Real están acuarteladas en cuatro ubicaciones: 
- Acuartelamiento El Rey, en el barrio de El Pardo de Madrid.
- Acuartelamiento La Reina y la Princesa, en el barrio de El Pardo de Madrid.
- Acuartelamiento Jaime II, en Palma de Mallorca.
- Aula de Música Reina Sofía, en el Palacio Real de Madrid.

## Empleos y divisas

### Oficiales
| Código OTAN | OF-5         | OF-4             | OF-3       | OF-2    | OF-1     | OF-1    |
| ----------- | ------------ | ---------------- | ---------- | ------- | -------- | ------- |
| España      | 60px]Coronel | Teniente coronel | Comandante | Capitán | Teniente | Alférez |
| España      | Coronel      | Teniente coronel | Comandante | Capitán | Teniente | Alférez |

### Suboficiales y tropa
| Código OTAN      | OR-9             | OR-9             | OR-9        | OR-9        | OR-9        | OR-9    | OR-8    | OR-8             | OR-7             | OR-7     | OR-6     | OR-6     | OR-6     | OR-6     | OR-6     | OR-6       | OR-5       | OR-5       | OR-5       | OR-5       | OR-5       | OR-5         | OR-4         | OR-4 | OR-3 | OR-3                    | OR-2                    | OR-2                    | OR-2                    | OR-2                    | OR-2                    | OR-2         | OR-1 | OR-1 | OR-1 | OR-1 | OR-1 | OR-1 |
| ---------------- | ---------------- | ---------------- | ----------- | ----------- | ----------- | ------- | ------- | ---------------- | ---------------- | -------- | -------- | -------- | -------- | -------- | -------- | ---------- | ---------- | ---------- | ---------- | ---------- | ---------- | ------------ | ------------ | ---- | ---- | ----------------------- | ----------------------- | ----------------------- | ----------------------- | ----------------------- | ----------------------- | ------------ | ---- | ---- | ---- | ---- | ---- | ---- |
| España           |                  |                  |             |             |             |         |         |                  |                  |          |          |          |          |          |          |            |            |            |            |            |            |              |              |      |      |                         |                         |                         |                         |                         |                         |              |      |      |      |      |      |      |
| Suboficial mayor | Suboficial mayor | Suboficial mayor | Subteniente | Subteniente | Subteniente | Brigada | Brigada | Sargento primero | Sargento primero | Sargento | Sargento | Sargento | Sargento | Sargento | Sargento | Cabo mayor | Cabo mayor | Cabo mayor | Cabo mayor | Cabo mayor | Cabo mayor | Cabo primero | Cabo primero | Cabo | Cabo | Guardia real de primera | Guardia real de primera | Guardia real de primera | Guardia real de primera | Guardia real de primera | Guardia real de primera | Guardia real |      |      |      |      |      |      |